# Lestes inaequalis
Lestes inaequalis är en trollsländeart som beskrevs av Walsh 1862. Lestes inaequalis ingår i släktet Lestes och familjen glansflicksländor. Inga underarter finns listade i Catalogue of Life.